# Берсеба (окръг)
Окръг Берсеба е един от шестте административни окръзи на намибийския регион Карас. Той се разпростира около окръжния си град и административен център град Берсеба.
Площта му е 31 721 квадратни километра, а населението – 10 589 души (по преброяване от август 2011 г.).
На територията му през 1898 г. е открит първия диамант в Намибия.